# Réseau africain pour la mutualisation et le soutien des pôles d'excellence scientifique
Pour les articles homonymes, voir RAMSES.
Le Réseau africain pour la mutualisation et le soutien des pôles d'excellence scientifique (RAMSES) est un projet qui vise à développer un réseau de pôles d’excellence technologiques en Afrique subsaharienne, en partenariat avec l’université Blaise-Pascal de Clermont-Ferrand et avec le soutien financier de l’Union européenne,.

## Historique
La signature officielle de la charte de coopération internationale du Réseau africain pour la mutualisation et le soutien des pôles d'excellence scientifique a eu lieu le 29 avril 2009 à l’université Blaise-Pascal de Clermont-Ferrand.
Le projet RAMSES vise à développer un réseau de cinq pôles technologiques universitaires situés au Mali, au Tchad, au Burkina Faso et en République du Congo, à savoir : 
- le pôle GIS (Modélisation, Génie Informatique et Simulation) ;
- le pôle GM (Géosciences et Mines) ;
- le pôle GCM (Génie Civil et Mécanique) ;
- le pôle PAM (Plantes Aromatiques et Médicinales) ;
- le pôle AN (Alimentation et Nutrition).

## Missions
Le projet RAMSES se donne pour missions de : 
- renforcer chaque université du réseau dans un ou plusieurs domaines spécifiques où elle est capable d’être compétitive sur le plan international ;
- créer une cohérence régionale inter-université ;
- asseoir, au niveau local, la qualité académique et les compétences en recherche et développement ;
- offrir, au niveau régional, plus d’alternatives de professionnalisation et accroître la mobilité régionale des étudiants et du personnel.

Pour mener à bien ses différentes missions, les partenaires du projet RAMSES ont mis en ligne sur internet une plateforme de mutualisation numérique dont le but est de contribuer à la construction d'un espace numérique subsaharien d'enseignement supérieur.

## Membres
Le projet RAMSES comporte plusieurs universités partenaires :
- Université Blaise-Pascal en France
- Université de Bamako au Mali
- Université de N'Djamena au Tchad
- Université de Ouagadougou au Burkina Faso
- Université Marien-Ngouabi en République du Congo
- L'Institut supérieur de Management et de l'Entrepreneuriat (IME) au Cameroun